# Procopius vittatus
Procopius vittatus är en spindelart som beskrevs av Tord Tamerlan Teodor Thorell 1899. Procopius vittatus ingår i släktet Procopius och familjen flinkspindlar.
Artens utbredningsområde är Kamerun. Inga underarter finns listade i Catalogue of Life.